# Danziger Krieg

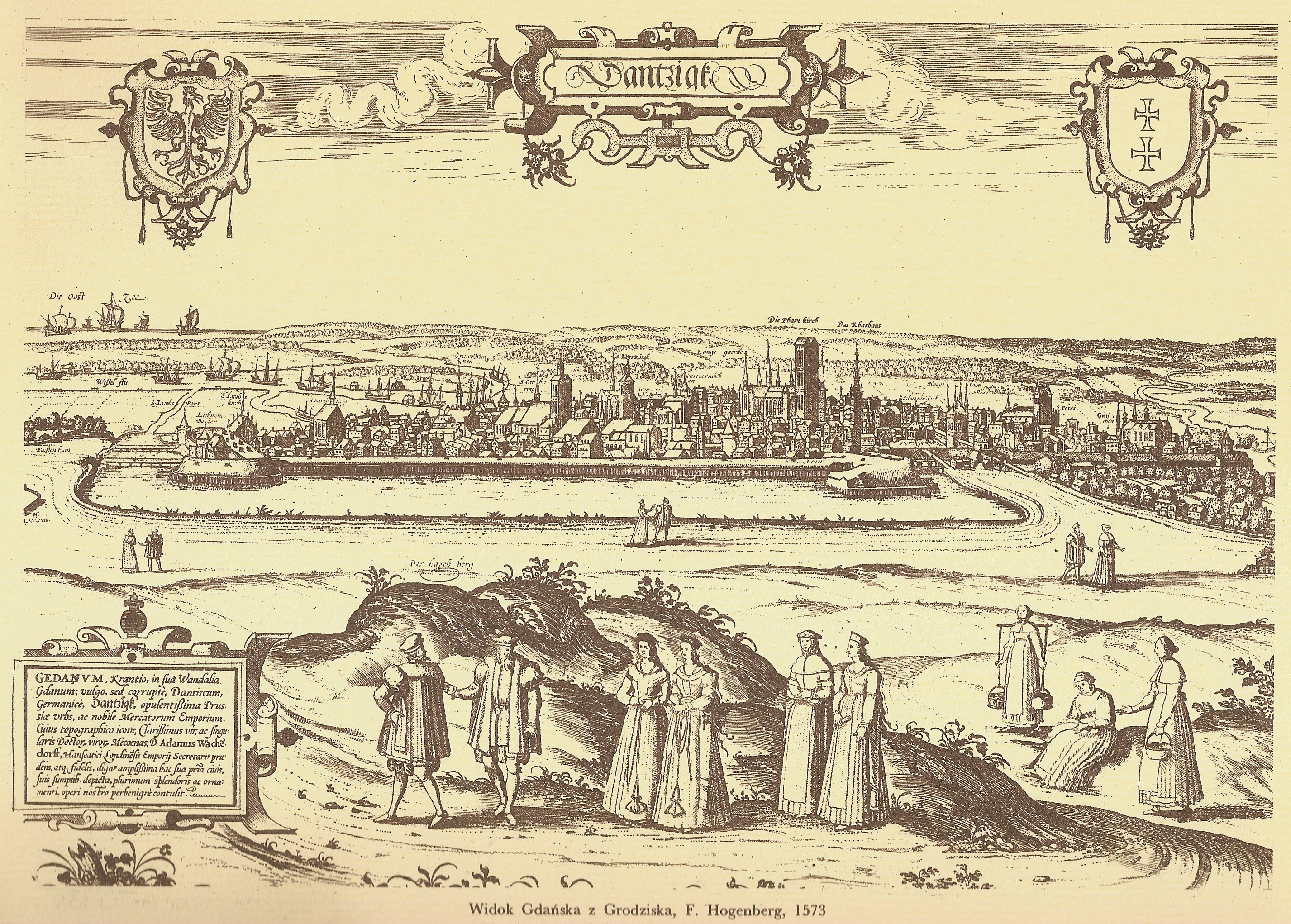
Panorama von Danzig 1573

Der Danziger Krieg war ein innerer kriegerischer Konflikt zwischen der Stadt Danzig und der polnischen Königsmacht von 1576 bis 1577. 

## Vorgeschichte
Nachdem der gewählte französischstämmige König Heinrich von Valois im Juni 1574 Polen fluchtartig verlassen hatte, fand auf dem Wahlreichstag im Spätherbst 1575 eine Neuwahl statt. Während die Szlachta als künftigen König Stefan Bathory wählte, der seit 1571 Fürst von Siebenbürgen war, rief der Interrex Jakub Uchański mit Unterstützung des Senats am 12. Dezember 1575 Kaiser Maximilian II. zum König aus. Die Doppelwahl wurde durch den rascheren Griff nach der Krone durch Stefan entschieden, der bereits Ende März an der moldauischen Grenze eintraf, während der Kaiser erst den Eid auf die Pacta conventa leistete. Durch den frühen Tod des Kaisers am 12. Oktober 1576 wurde der Übergang der Anhänger des Habsburgers auf die Seite Stefans wesentlich erleichtert.
Die Stadt Danzig wollte sich auch nach der Krönung Stefans für Maximilian erklären und verweigerte die von den übrigen preußischen Ständen bereits geleistete Huldigung.

## Verlauf
Der Widerstand der stark befestigten Stadt konnte trotz der Niederlage eines Danziger Bürgerheeres in der Schlacht bei Dirschau im April 1577 durch eine sich anschließende dreimonatige Belagerung der Stadt von Juni bis September 1577 nicht gebrochen werden. Den gegnerischen Kräften, zu denen auch ungarische Truppen unter Bathorys ehemaligem Thronrivalen Gáspár Bekes gehörten, gelang es nicht, die Stadt von der Seeseite her abzuschneiden, so dass Danzig von Dänemark Flottenunterstützung erhalten konnte. Nach Abbruch der Belagerung konnten die Danziger ihrerseits gegen das vom polnischen König gestützte Elbing offensiv vorgehen.

## Frieden
Unter brandenburgischer Vermittlung schlossen beide Seiten im Dezember 1577 Frieden, der nur formell ein Erfolg des Königs war. Danzig erkannte die Wahl  nur unter der Bedingung der Beseitigung der Karnkowski Statute an und Danzig wurden alle Privilegien bestätigt, es erlitt keine Bestrafung. Sieben Jahre später erreichte Danzig im Pfahlgeldvertrag vom 26. Februar 1585 so weitgehende Vorrechte, dass seine Stellung an der Weichselmündung der einer der hansischen Freien Städte im Heiligen Römischen Reich vergleichbar wurde.